# الخلية القابلة للبرمجة
الخلية القابلة للبرمجة (ProCell) — شريحة الخلية القابلة للبرمجة: زرع وتداول خلايا حية فضلاً عن مراقبة التفاعل اللحظي هو عبارة عن مشروع بحثي بوحدة النانو تكنولوجي (Nanotech) التابعة لجامعة الدنمارك التكنولوجية (DTU) ووحدة نظم المعلومات بجامعة الدنمارك التكنولوجية (DTU Informatics) التي تمولها الوكالة الدنماركية للعلوم والتكنولوجيا والإبداع وبرعاية لجنة البرنامج المسئولة عن تكنولوجيات النمو الإستراتيجي وبتمويل مشترك من جامعة الدنمارك التكنولوجية والصناعية فضلاً عن الشركاء الأكاديميين.
ففي مشروع الخلية القابلة للبرمجة يتم بناء جهاز جديد لزرع ومراقبة الخلايا الحية في التفاعل اللحظي. وسوف تساهم الخلية القابلة للبرمجة في تحوُّل علوم الحياة من خلال السماح بـ (i) التداول التلقائي للخلايا اعتمادًا على سلوكياتها الملحوظة باستخدام وحدات تحكم الحاسوب المُدمجة و(ii) عمل تجارب معقدة للخلايا في زمن أقل، تستغرق أسابيع فقط بعد أن كانت سنوات، و(iii) محاكاة الظروف في العضو الحي (in vivo) من خلال التجارب في المختبر (in vitro) ومن ثم تقليل الحاجة إلى إجراء التجارب على الحيوان. وسوف يتم تطبيق تقنية الخلية القابلة للبرمجة بوجه خاص على الدراسات السُميّة (toxicity) التي يتم إجراؤها في صناعة الدواء وعلى أبحاث السرطان وبحث الخلايا الجذعية.

## وصلات خارجية
- http://www.nanotech.dtu.dk/ProCell